# Karl Tschuppik
Karl Tschuppik, né le 26 juillet 1877 à Melnik en Bohême, en Autriche-Hongrie, aujourd'hui Mělník en République tchèque, et mort le 22 juillet 1937 à Vienne en Autriche est un écrivain et journaliste autrichien. 

## Biographie
Karl Tschuppik est le frère de Walter Tschuppik. 
En 1933, date de l'arrivée au pouvoir des Nazis, Tschuppik, qui est juif, émigre d'Allemagne et s'exile à Vienne où il meurt en 1937. Ses ouvrages sont interdits de publication dans l'Allemagne nazie.

## Ouvrages

### Publications en exil
- 1934, Maria Theresa, biographie, Amsterdam, Allert de Lange
- 1937, Ein Sohn aus einem gutem Hause, roman, Amsterdam, Allert de Lange

## Sources
- (de) Wilhelm Sternfeld, Eva Tiedemann, 1970, Deutsche Exil-Litteratur 1933-1945 deuxième édition augmentée, Heidelberg, Verlag Lambert Schneider.